# يول براينر
يول براينر (الروسية: Юлий Борисович Бринер)، ممثل مسرحي وسينمائي من أصل ومولد روسي، ولد في فلاديفوستوك بمنطقة الشرق الأقصى الروسي بتاريخ 11 يوليو 1920 وتوفي بمدينة نيو يورك بالولايات المتحدة بتاريخ 10 أكتوبر 1985 بسبب سرطان الرئة  وذلك عن عمر بلغ الخامسة والستين.
اشتهر بشخصية «مونغوت» ملك سيام في فيلم روجرز وهاميرستاين الغنائي الملك وأنا، كما اشتهر بشخصية الفرعون رمسيس الثاني في فيلم سيسيل بي ديميل الوصايا العشر، وقد نال جائزة الأوسكار كأحسن ممثل على دوره الأول في فيلم الملك وأنا. وقد صدر كلا الفيلمين عام 1956. كما اشتهر بدور كريس أدامز في فيلم السبعة الرائعون.
وعرف يول براينر بعمق وفخامة صوته ورأسه الحليق، كما أنه مصور وموسيقي ومؤلف لكتابين.

## وصلات خارجية
- يول براينر على موقع IMDb (الإنجليزية)
- يول براينر على موقع الموسوعة البريطانية (الإنجليزية)
- يول براينر على موقع روتن توميتوز (الإنجليزية)
- يول براينر على موقع مونزينجر (الألمانية)
- يول براينر على موقع ألو سيني (الفرنسية)
- يول براينر على موقع ميوزك برينز (الإنجليزية)
- يول براينر على موقع تيرنر كلاسيك موفيز (الإنجليزية)
- يول براينر على موقع أول موفي (الإنجليزية)
- يول براينر على موقع قاعدة بيانات برودواي على الإنترنت (الإنجليزية)
- يول براينر على موقع قاعدة بيانات الأفلام السويدية (السويدية)

أفلامه :